# Nu eller aldrig
Nu eller aldrig (originaltitel: The Bucket List) är en amerikansk dramakomedi från 2007, i regi av Rob Reiner.

## Om filmen
Filmen hade biopremiär den 25 april 2008 i Sverige och släpptes på DVD 27 augusti 2008 i Sverige.

## Handling
Två äldre män, som drabbats av samma sjukdom, hamnar i samma rum på sjukhuset. Edward Cole (Jack Nicholson) är VD för ett sjukhus. Han är framgångsrik och förmögen. Carter Chambers (Morgan Freeman) arbetar på en bilverkstad. De blir goda vänner.
Carter får idén att de båda ska leva livet istället för att tänka på sjukdomen, och övertalar Edward att följa med på en resa som blir fylld av äventyr, men även sorg.

## Rollista (i urval)
- Morgan Freeman - Carter Chambers
- Jack Nicholson - Edward Cole
- Sean Hayes - Thomas
- Beverley Todd - Virginia Chambers
- Rob Morrow - Dr. Hollins
- Alfonso Freeman - Roger Chambers
- Andrea Johnson - Elizabeth Chambers